# Лікар Айболить (персонаж)

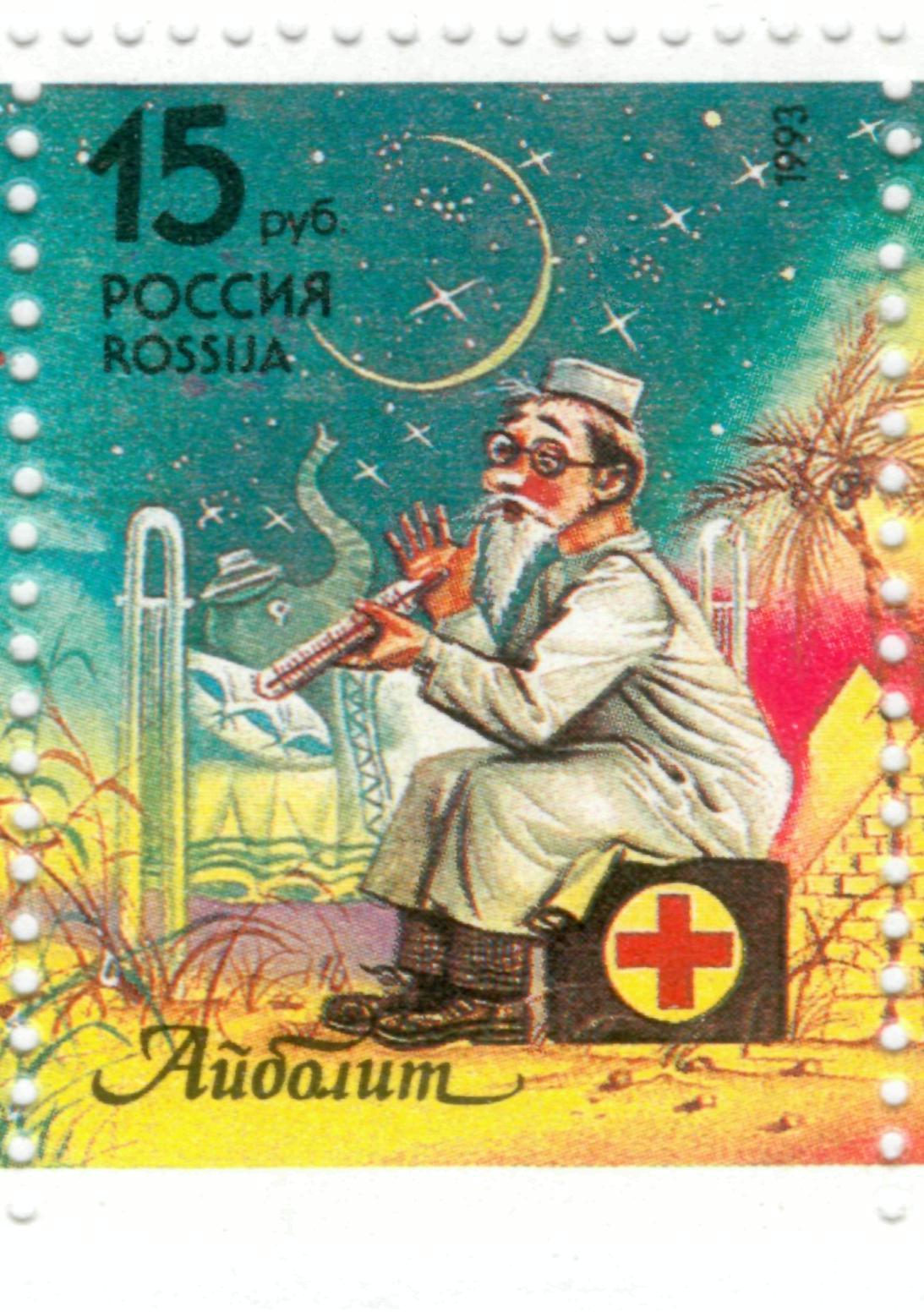
Лікар Айболить на марці 1993 року

Лікар Айболи́ть (рос. Доктор Айболит; від «Ай! Болить!») — персонаж кількох творів Корнія Чуковського, вигаданий ветеринар. Переробка вигаданого персонажа Доктора Дуліттла англійського письменника Г'ю Лофтінга, адаптована до тогочасних радянських реалій. Фігурує у віршованих казках «Бармалей» (1925), «Айболить» (1929) і «Здолаємо Бармалея» (1942), а також прозової повісті «Лікар Айболить» (1936).
У казці «Айболить» лікар відправляється до Африки, щоб лікувати хворих звірів шоколадом і гоголем-моголем. У казці «Бармалей» він прилітає на аероплані, щоб врятувати Таню й Ваню від Бармалея. Ім'я персонажа стало загальним ім'ям.

## Прототипи
Вперше персонаж з'явився в адаптації Чуковського казки «Історія доктора Дулітла» (1920) Г'ю Лофтінга. В 1924-му в радянській Росії було замолвено два переклади: Є. Хавкіна і К. Чуковського. Відомим став саме другий, виданий 1925-го, позаяк мова казки була спрощена і перекладач адаптував твір до радянських реалій. Сам Чуковський стверджував, що образ цього лікаря з'явився ще в першій імпровізованій версії казки «Крокодил», яку він складав для хворого сина, де фігурував під іменем Ойболить. У виданнях після 1936 року зазначалося, що Дулітла і Айболитя письменники придумали незалежно один від одного.
Прототипом доктора Айболитя послужив відомий єврейський лікар і громадський діяч Цемах Шабад, що проживав в місті Вільнюсі — Корній Чуковський двічі зупинявся в його будинку під час приїздів до Вільнюса в 1905 і 1912 роках. 15 травня 2007 року в Старому місті Вільнюса, на перетині вулиць Діснос і Месіню, йому було відкрито пам'ятник.

## Екранізації
- Фільм «Лікар Айболить» (Союздетфильм СРСР, 1938), реж. Володимир Немоляєв. У головній ролі Максим Штраух.
- Фільм «Айболить-66» (Мосфільм СРСР, 1966), реж. Ролан Биков. У ролі Айболита Олег Єфремов
- Фільм «Як ми шукали Тишку» (СРСР, 1970), в ролі Айболита Михайло Яншин.

## Анімація
- Мультфільм «Лімпопо» (Союзмультфільм СРСР, 1939), реж. Леонід Амальрік Володимир Полковников.
- Мультфільм «Бармалей» (Союзмультфільм СРСР, 1941), реж. Леонід Амальрік Володимир Полковников.
- Мультфільм «Айболить і Бармалей» (Союзмультфільм СРСР, 1973), реж. Наталія Червінська.
- Мультфільм «Лікар Айболить» (10 серій; Київнаукфільм, РГТРК Останкіно, АА Студіо СРСР, Росія 1984-2014), реж. Давид Черкаський, Дмитро Висоцький, Олександр Черкаський.